# Ілляшев та Партнери
ЮФ «Ілля́шев та Партне́ри» — юридична компанія, створена 1997 року. Спеціалізується на корпоративному, податковому, банківському та фінансовому, трудовому, повітряному праві, представництві в судах, міжнародних арбітражах тощо. 

## Історія
Створена 1997 року в Києві. 1999 року відкрито перший регіональний офіс в Харкові.
- 2006  — Максим Копейчиков (1977—2016) став партнером фірми.[3]
- 2013 — відкрито офіс в Дніпрі,[4] 2014 — в Сімферополі,[5][6] у 2015 — в Москві, 2016 — в Таллінні,[7] 2019 — в Одесі.
- 2017 — початок прийому оплати у Bitcoin.[8][9]
- 2018 — партнером фірми стала Олена Омельченко.[10]
- 2019 — партнерами фірми стали Олександр Фефелов,[11] Євген Соловйов,[12] Володимир Захаров.[13]

У квітні 2019 року Андрій Бичков, Леонід Гілевич, Валерія Гудій, Вадим Кізленко, Андрій Конопля, Олег Трохимчук та Дмитро Константинов призначені на посади радників.
З відкриттям у жовтні 2019 офісу в Одесі «Ілляшев та Партнери» стала юридичною фірмою з найбільшою мережею в Україні. [ангажоване джерело]
2020 року компанія мала 120 працівників в Україні, Росії та Естонії з офісами та представниками в Україні — Києві, Дніпрі, Одесі, Харкові та в тимчасово окупованому Сімферополі, а також за кордоном — в Москві і Таллінні..
Офіси в Москві і тимчасово окупованому Сімферополі компанія закрила в березні 2022 року, після повномасштабного вторгнення військ РФ до України

.
Станом на червень 2022 року — 150 працівників в Україні та Естонії з офісами та представниками в Києві, Таллінні, Дніпрі, Одесі та Харкові.

## Кейси
Клієнтом компанії є ДП «Антонов». 2003 фірма займалася звільненням українських літаків Ан-124-100 («Руслан») Авіаліній Антонова з-під арешту в Канаді і Бельгії. Літаки повернули після 19-місячного арешту і судових тяжб.
У 2005 році фірма супроводжувала девелоперські проекти, будівництво бізнес-парку під Києвом площею 30 га і торгових центрів METRO в Києві, Харкові та Дніпропетровську.
У 2007 фірма супроводжувала угоду з придбання АСК «Укррічфлот» — найбільшого річкового перевізника України,була залучена до супроводу процедури банкрутства Феодосійської суднобудівної компанії «Море», консультувала ДП «Антонов» в процесі укладення контракту з НАТО на суму $ 600 млн.
2010 року компанія захищала право інтелектуальної власності компанії «Нижфарм», проводила due diligence страхової компанії PZU Україна в процесі підготовки IPO компанії PZU SA в Польщі. IPO, проведене PZU на Варшавській фондовій біржі, стало другою за величиною угодою на європейському ринку в 2010 році: страхова компанія залучила € 1,99 млрд.
У грудні 2019 року компанія  представила інтереси компанії «Будпостач» під час врегулювання страхового випадку, який став наслідком пожежі на складі компанії. Компанія домоглась виплати найбільшого страхового відшкодування в Україні.
У 2020 році компанія вперше в Україні домоглася звільнення судна під гарантії британського P&I клубу. Прецедентний для української правозастосовної практики результат був досягнутий в інтересах судновласника балкера New Challenge, затриманого в Миколаївському морському порту у зв'язку з інцидентом під час проведення вантажних операцій. Державна екологічна інспекція України прийняла гарантійний лист P&I клубу як забезпечення морської вимоги.
Команда практики міжнародної торгівлі «Ілляшев та Партнери» захищає українські торгово-економічні інтереси в спорі між Україною і ЄС про тимчасову заборону експорту лісоматеріалів в необробленому вигляді (лісу-кругляка). Це перший спір в рамках Угоди про асоціацію між Україною та ЄС. Справа зачіпає правові питання інтерпретації положень Угоди про асоціацію між Україною та ЄС, зокрема, щодо права кожної сторони встановлювати й регулювати рівні національної охорони навколишнього середовища, сталого управління лісовими ресурсами, а також питань національної політики України у сфері лісового господарства та охорони навколишнього середовища.

## Нагороди та визнання
1999 року фірма увійшла в список 50 провідних юридичних фірм України. 2018 року ЮФ увійшла до п'ятірки у рейтингу.

### Рейтинги
- The Legal 500 — EMEA, визнана провідною юридичною фірмою в сферах комерційного та корпоративного права, злиттів і поглинань (M & A), вирішення спорів, кримінального права, інтелектуальної власності, нерухомості та будівництва.[33]
- IFLR 1000, рекомендована в Україні — в практиках злиттів і поглинань, банківського і фінансового права, супроводу проєктів; в Росії  — в практиці банкрутства і реструктуризації; в Естонії — в практиці фінансового та корпоративного права.[34]
- Очолила рейтинг в сфері вирішення спорів (Band 1) в Україні за результатами дослідження Chambers Global 2019.[35]
- У 2016—2019 роках фірма входила в топ 3 юридичних фірм України за версією рейтингу «Лідери ринка. ТОП-50 юридичних компаній України» видавництва  «Юридична газета».[36][37][38]
- ЮФ входить в топ юридичних фірм України «Ukrainian Law Firms: A Handbook For Foreign Clients», видавництво «Юридична практика».[39]